# Die Brücke (grupo artístico)
Die Brücke, também conhecido simplesmente como Brücke, (do alemão Die Brukle), refere-se a um grupo artístico alemão inserido no movimento expressionista. Foi fundado a 7 de junho de 1905 em Dresden por um grupo de estudantes de arquitectura da Escola Técnica de Dresden, Ernst Ludwig Kirchner, Fritz Bleyl, Erich Heckel e Karl Schmidt-Rottluff. Em 1910 o grupo estende a sua actuação a Berlim por meio de Otto Mueller terminando a sua existência em 1913 como consequência de algumas discussões internas e dos diferentes desenvolvimentos artísticos de cada um.

## A busca da realidade

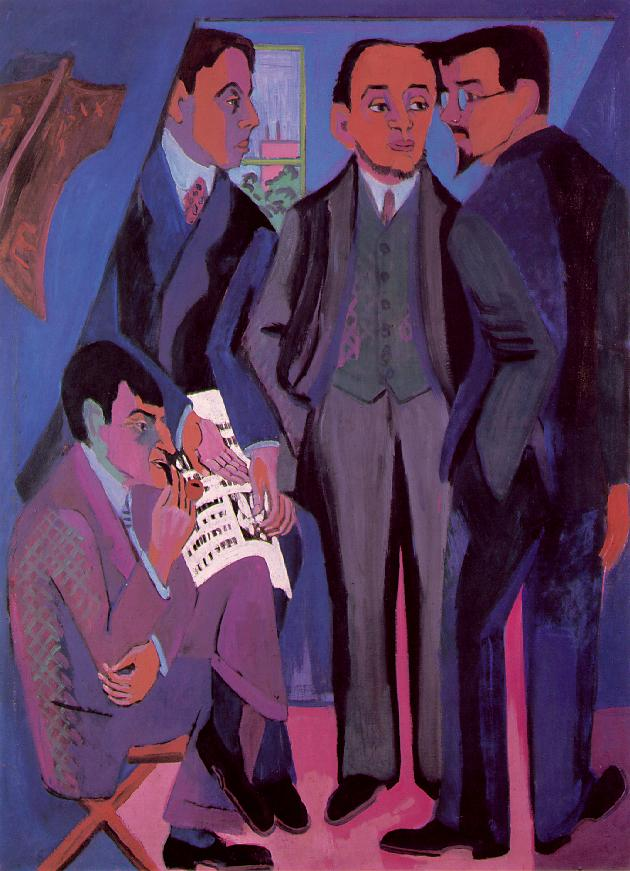
Membros do grupo, pintura de Ernst Ludwig Kirchner, 1926/7.

O nome do grupo, A Ponte, escolhido por Rottluff com base numa passagem de Also sprach Zarathustra (Assim Falou Zaratustra), de Nietzsche, é representativo dos seus objectivos artísticos no campo da pintura. A intenção prática é estabelecer uma passagem (ponte) entre a arte sua contemporânea e a arte do futuro, renegando os cânones existentes na arte alemã neo-romântica e estabelecendo, para isso, um contacto íntimo com a natureza e a realidade.
Os conflitos que resultam deste contacto com a realidade vão ser assimilados e transpostos expressivamente para a tela negando a preocupação pela representação exacta e fiel do objecto observado. Buscam o inalterado, o não-falsificado, a alma das coisas, o que não se vê, mas sente-se. Assim, o que é representado na tela é o resultado da emoção do observador/pintor, o objecto observado altera-se consoante os seus sentimentos. Em primeiro plano passa a estar o como e não a coisa representada.

### Expressionismo
Vanguarda surgida na Alemanha e que se espalhou pelos países do norte da Europa.
- Desenvolve-se numa sociedade marcada por fortes contrastes e tensões sociais, sendo reflexo dos desajustamentos e problemas sociais.
- Opção figurativa e utilização de cores fortes com uma intencionalidade – acentuar o carácter subjectivo das composições e imprimir-lhes maior expressividade;
- Temáticas centradas nas questões sociais e com propósitos claros de denúncia e crítica – intervenção social;
- Encontra na 1ª Guerra Mundial temática abundante;
- Vai até 1933 (ano em que Hitler sobe ao poder). Durou mais tempo que o fauvismo devido à 1ª Guerra Mundial (temática fértil para o expressionismo desenvolver a sua pintura). A solidão é uma das temáticas apresentadas.
- Na Alemanha vão existir 2 grupos principais de expressionismo: Die Brucke (A Ponte) e Der Blaue Reiter (O Cavaleiro Azul).

Der Blaue Reiter vai servir-se da pintura como campo de pesquisa e vai relacioná-la com a música. A figura maior deste grupo é o russo Kandinsky que, a partir deste grupo, vai chegar ao abstraccionismo (é através da investigação que chega a esta corrente).
Vai até 1933 (ano em que Hitler sobe ao poder). Durou mais tempo que o fauvismo devido à 1ª Guerra Mundial (temática fértil para o expressionismo desenvolver a sua pintura).

## Características
A figura humana é o elemento de destaque, especialmente o tema do nu em ambientes naturais (cenas de banhos), embora também a cidade, local onde podem encontrar dinâmica e intensidade, surja em algumas cenas.
Das muitas influências a obra do grupo são as principais Gauguin, Van Gogh, Munch, os Nabis, os Fauves e o [Primitivismo], que vão incutir na obra do grupo o gosto pelas [cor]es fortes e pelo traçado violento e emocional.
De modo a realçar o efeito e intensidade da pintura, o vocabulário estético é intencionalmente reduzido ao essencial e as formas simples e deformadas, sem indício de perspectiva, são evidenciadas pelo contraste de cores saturadas e complementares e por uma linha forte de contorno.

## Elementos do grupo
- Ernst Ludwig Kirchner
- Fritz Bleyl
- Erich Heckel
- Karl Schmidt-Rottluff
- Max Pechstein
- Otto Mueller
- Emil Nolde